# Beto Vázquez Infinity
Beto Vazquez Infinity est un groupe de heavy metal argentin originaire de Buenos Aires. Il est formé en 2000 par Beto Vázquez (ancien bassiste de Nepal). Vázquez fait participer de nombreux autres musiciens sur ses albums, et joue occasionnellement sur scène comme sextuor.

## Biographie
Vázquez est un ancien membre du groupe Nepal, séparé en 2000. Cherchant à faire un autre type de musique, il compose une démo en septembre 1999 qu'il offre à son label Nems Enterprises. Ils le signent donc, à condition d'engager un musicien qui puisse chanter en anglais afin de faciliter la distribution à l'international. Vazquez écrit et produit toutes les chansons, qui font participer Tarja Turunen, Candice Night, Sabine Edelsbacher et Fabio Lione. L'album éponyme est publié en Amérique du Sud en mars 2001 et dans le monde un an plus tard. Il tourne en soutien à l'album avec cinq autres membres à commencer par le festival Viña Rock en Espagne. Ils jouent également avec Nightwish, Labyrinth, Vision Divine, Angra et Tierra Santa. À la fin de 2002, le groupe publie l'EP Wizard qui comprend différentes versions de chansons,.
En 2006, Beto Vázquez publie un deuxième album studio, intitulé Flying Towards The New Horizon, sur son propre label, BVM Records. Il fait participer Antti Raili (Celesty), Aldo Lonobile (Secret Sphere) et Sonia Pineault (Forgotten Tales). L'album est publié en édition limitée en Argentine. Deux ans plus tard, l'album Darkmind est publié sur le même label, et fait participer Olaf Thorsen (Vision Divine - Labyrinth), Sandra Schleret (Elis), Marcela Bovio (Stream of Passion) et Manda Ophuis (Nemesea),. En 2010, pour célébrer le dixième anniversaire du groupe, Beto Vazquez publie le double album Existence. Il fait participer douze musiciens Timo Tolkki (ex Stratovarius), Dominique Leurquin (Rhapsody of Fire), Alfred Romero (Dark Moor) et Jacob Jansen (Anubis Gate). En décembre 2012, Vázquez publie l'album Beyond Space Without Limits, fait participer des musiciens argentins d'opéra comme Dario Schmunck, et Santiago Bürgi. Il comprend aussi un disque bonus.

## Membres

### Membres actuels
- Jessica Lehto - chant
- Karina Varela - chant
- Victor Rivarola - chant
- Beto Vázquez - basse, guitare acoustique, programmations
- Carlos Ferrari - guitares
- Norberto Roman - batterie
- Lucas Pereyra - programmations

### Invités
- Fabio Lione (Rhapsody of Fire)
- Candice Night (Blackmore's Night)
- Tarja Turunen (ex Nightwish)
- Sabine Edelsbacher (Edenbridge)
- Jörg Michael (Stratovarius)
- Sonia Pineault (Forgotten Tales)
- Quinn Weng (Seraphim)
- Nahor Andrade (Dynasty)
- Antti Railio (Celesty)

## Discographie
- 2001 : Beto Vázquez Infinity
- 2006 : Flying Towards the New Horizon
- 2008 : Darkmind
- 2010 : Existence
- 2012 : Beyond Space Without Limits